# Ermatingen
Ermatingen is een gemeente in het Zwitserse kanton Thurgau.
De gemeente heeft een oppervlakte van 10,4 km², ligt op 400 meter hoogte en heeft ongeveer 2500 inwoners. Ermatingen ligt aan de oever van de Untersee, hetgeen het westelijke deel van het Bodenmeer is en de gemeente ligt tegenover het werelderfgoedeiland Reichenau.
Er zijn resten van paalhuizen gevonden van 3000 voor Chr. die wijzen op een vroegtijdige bewoning van het gebied. In 724 werd het dorp voor de eerste keer oorkondelijk vermeld als Erfmotinga. Kanton Thurgau werd veroverd door de eedgenoten in 1460, maar het klooster bleef de bezitter van het dorp. Het dorp werd toen geschonken aan het klooster Reichenau. In 1540 werden de rechten van de stad overgedragen aan het klooster van Konstanz. In 1499 werd het dorp vrijwel geheel verwoest ten tijde van de Zwabenoorlog. In 1799 marcheerden de Franse troepen van Napoleon Bonaparte het dorp binnen. Napoleon heeft ook een verblijf in de omgeving van het dorp gehad.

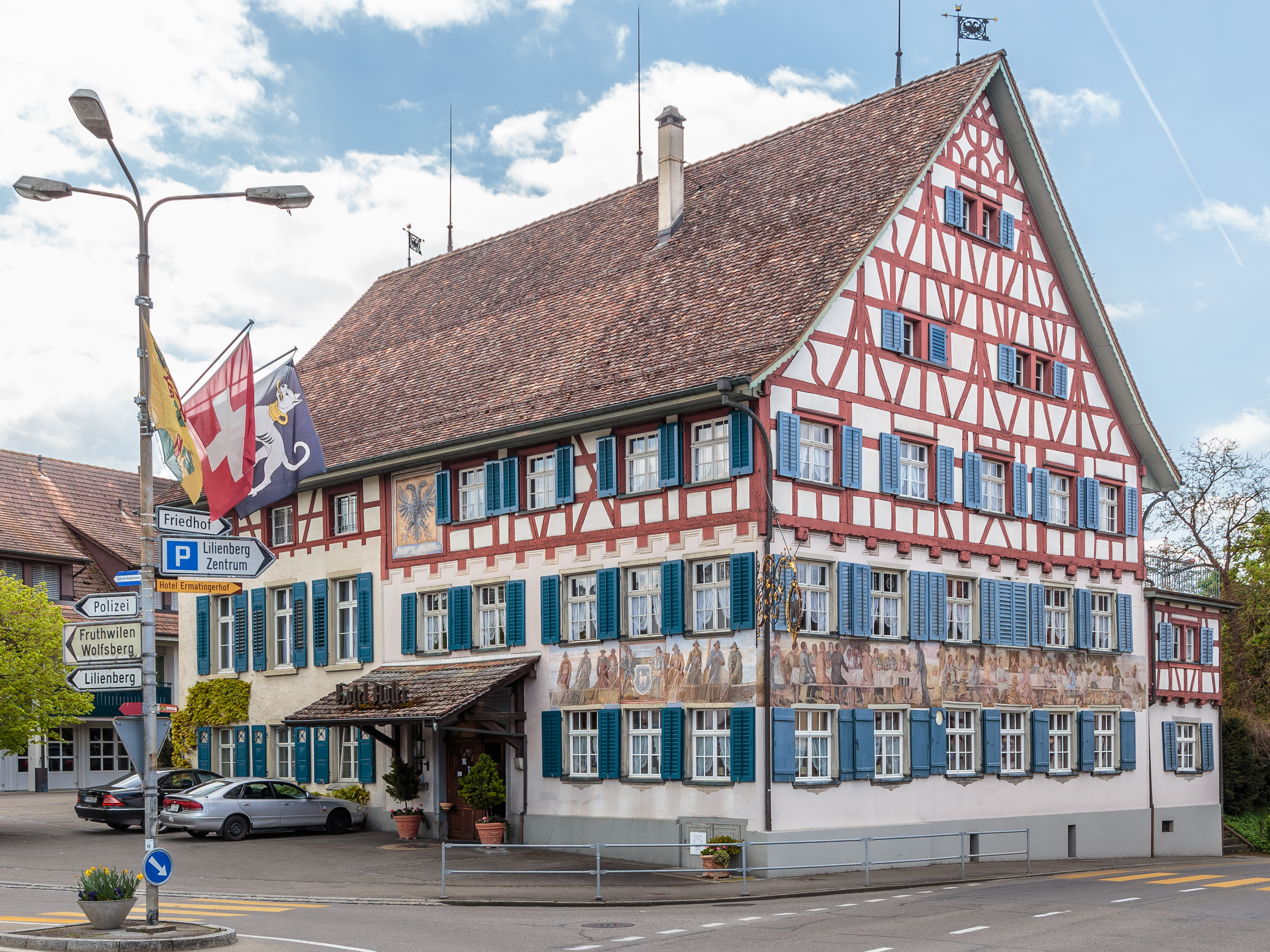
Gasthaus Adler

Op het wapen van het dorp staat een witte hond. Deze hond is in het wapen opgenomen als eerbetoon omdat deze hond de bewoners heeft gealarmeerd voor een overval, waardoor de vernietiging van het dorp kon worden voorkomen.
De kerk in het dorp wordt als sinds de reformatie door zowel Rooms-Katholieken als protestanten gebruikt, hetgeen vrij uniek is, maar ook tot extra verdraagzaamheid tussen beide stromingen heeft geleid. In het dorp wonen enige vissers. Ook bevindt er zich een viskwekerij, die gefinancierd wordt door het kanton Thurgau en als doel heeft om het peil van bedreigde vissoorten in het Bodenmeer weer op stand te brengen. Naast vele (vis)restaurants bevindt er zich ook een opleidingscentrum in het bezit van de bank UBS.

## Geboren
- Emilie Welti-Herzog (1859-1923), operazangeres